# Climatización en los centros de trabajo

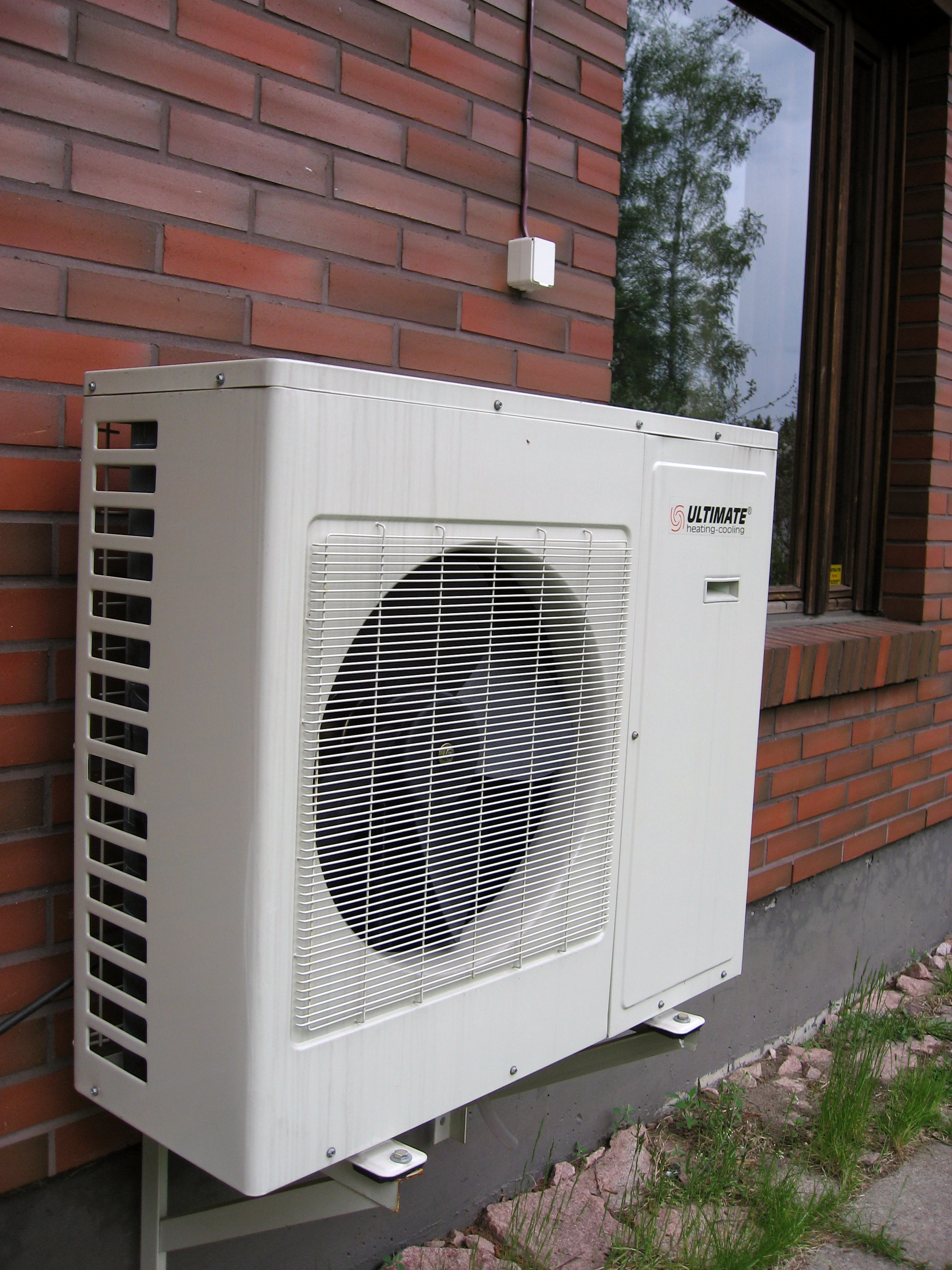
Exterior de un sistema de aire acondicionado moderno (unidad dividida o tipo "split").

Las condiciones de trabajo climáticas son la temperatura y la humedad en las que se desarrolla un trabajo. El trabajo físico genera calor en el cuerpo. Para regularlo, el organismo humano posee un sistema que permite mantener una temperatura corporal interna constante en torno a los 36,5 °C. La regulación térmica y sensación de confort térmico depende del calor producido por el cuerpo y de los intercambios con el medio ambiente. Todo ello está en función de:
- Temperatura del ambiente.
- Humedad del ambiente.
- Actividad física que se desarrolle.
- Clase de vestimenta.[1]

Unas malas condiciones termohigrométricas pueden ocasionar efectos negativos en la salud que variarán en función de las características de cada persona y su capacidad de aclimatación, así podemos encontrar resfriados, congelación, deshidratación, golpes de calor y aumento de la fatiga, lo que puede incidir en la aparición de accidentes.

Las condiciones ambientales de los lugares de trabajo, en concreto la temperatura del aire, la radiación, la humedad y la velocidad del aire, junto con la "intensidad" o nivel de actividad del trabajo y la ropa que se lleve, pueden originar situaciones de riesgo para la salud de los trabajadores, que se conocen como estrés térmico, bien por calor o por frío.

Se puede producir riesgo de estrés térmico por calor en ambientes con temperatura del aire alta (zonas de clima caluroso, verano), radiación térmica elevada (fundiciones, acerías, fábricas de ladrillos y de cerámica, plantas de cemento, hornos, panaderías, etc.), altos niveles de humedad (minas, lavanderías, fábricas de conservas, etc.), en lugares donde se realiza una actividad intensa o donde es necesario llevar prendas de protección que impiden la evaporación del sudor.
Guía técnica sobre condiciones ambientales en los lugares de trabajo